# Bộ Bạch quế bì
Bộ Bạch quế bì (danh pháp khoa học: Canellales) là một danh pháp thực vật để chỉ một bộ thực vật có hoa. Bộ này chỉ được một số ít hệ thống phân loại thực vật công nhận.
Hệ thống APG II năm 2003 công nhận bộ này và đặt nó trong nhánh Magnoliids, sử dụng định nghĩa sau:
- Bộ Canellales
Họ Bạch quế bì (Canellaceae)
Họ Lâm tiên (Winteraceae)

Dường như không có một hệ thống nào, ngoại trừ APG II, lại ghép hai họ này cùng nhau trong một đơn vị riêng biệt như vậy, mặc dù cả hai họ này luôn luôn được đặt trong số các thực vật hạt kín nguyên thủy nhất. Trong hệ thống APG năm 1998 người ta không công nhận bộ này mà đặt hai họ trong số các dòng dõi cơ bản nhất của thực vật hạt kín.